# Fanouškovská studia
Fanouškovská studia (z originálu fan studies) jsou interdisciplinární odbornou oblastí úzce souvisejícím s obory kulturální studia a mediální studia. Fanouškovská studia se zjednodušeně větví především dvěma směry, jedním z nich je studium fanoušků samotných a jejich specifik, druhým studium produktů fanouškovské kreativity, tedy fanouškovské tvorby. Pojem fanouškovská studia je běžně navázán na fanouškovství mediální, na fanouškovské následování mediálních obsahů (knihy, seriály, filmy apod.). Speciální formou je pak např. fanouškovství sportovní. 
Fanouškovská studia nejsou prozatím v České republice významněji etablována. Vzniká ovšem stále více absolventských prací či odborných článků, které se tématu věnují. V roce 2019 pak vyšla kniha (Bez)mocní mediální fanoušci: Televizní seriál jako zdroj bojů o význam mezi fanoušky a producenty. 
Místo, kde se začala studia fanoušků reflektovat alespoň v podobě nabízených kursů, je Katedra mediálních a kulturálních studií a žurnalistiky v Olomouci, kde je možné si kurs Fanouškovská studia zapsat v rámci studia oborů mediální studia a kultruální studia. Kurs věnovaný fanouškům je možné si zapsat také na Katedře mediálních studií a žurnalistiky na Masarykově univerzitě v Brně. 

## Pilíře fanouškovských studií
Pro vznik oboru byl podstatný zejména paradigmatický obrat ve zkoumání mediálních publik. V sedmdesátých letech dvacátého století došlo k tzv. etnografickému obratu k publiku. Na základě inspirace etnografickým přístupem se výzkumníci soudobých mediálních publik částečně odvrátili od textu (a představě jeho absolutní moci nad příjemcem) a svou pozornost začali zaměřovat zejména na příjemce sdělení a jejich praktiky. S tímto obratem došlo k podstatné změně perspektivy od pasivních a v zásadě bezmocných příjemců k recipientům aktivním a disponujícím určitou mocí. Přestože je pojem etnografický metodologicky nešťastný, sloužil jako metafora pro kvalitativně vedené výzkumy publika a jejich každodennosti.  
O možnosti aktivního (oproti minulé představě) přijímání mediálních sdělení pojednal jeden z nejvýznamnějších představitelů britských kulturálních studií Stuart Hall v dnes již klasické práci Encoding and Decoding (1973). Zejména díla teoretiků a teoretiček kulturálních studií - Stuarta Halla, ale také Janice Radway (Reading the Romance) a Johna Fiska (Understanding Popular Culture) - sloužily jako teoretický základ oboru fanouškovských studií. Počátek vnímání fanoušků jako hodnotných (tj. hodných zkoumání) a aktivních mediálních příjemců je spojena s klasickými pracemi oboru, jako jsou: Camille Bacon-Smith Enterprising Women: Television Fandom and Creation of Popular Myth (1992), The Adoring audience (1992) – Lisa A. Lewis, Henry Jenkins – Textual Poachers: Television Fans and Partcipatory Culture (1992). V současné době jsou tyto práce považovány za první generaci či první vlnu fanouškovských studií. V současné době se fanouškovská studia štěpí, k angloamerickému kontextu se přidávají i regionální tradice a pole zájmů se exponenciálně rozšiřuje.  

## Fanoušek a fandom
Předmětem zájmu fanouškovských studií je osobnost fanouška, případně skupina fanoušků konkrétního obsahu, takzvaný fandom. Fandom je množinou jedinců, jejichž sounáležitost není určena typickými kategoriemi genderu, věku či rasy, ale společná citová investice vůči konkrétnímu mediálnímu textu (seriál, film, píseň apod.). Pojem fanoušek nesl v laické i akademické oblasti mnoho negativních konotací, které byly důsledkem negativní mediální reprezentace. Fanoušci byli proto vnímáni jako pasivní, dětinští, hloupí, dokonce sociální vyvrženci a psychotičtí vrazi. Současné teorie fanouškovských studií však pasivitu fanoušků vyvracejí, naopak vnímají fanoušky jako aktivní, loajální a zároveň silně kritické publikum. 
Praktiky a aktivity, kterými se fanoušci odlišují od běžného publika, vymezil již v devadesátých letech Henry Jenkins:
- osobitá recepce (nelhostejnosti jednotlivců k oblíbeným obsahům a velké loajalitě),
- tvorba interpretační komunity (jakási komunikační síť fandomu pro sdílení prací, pocitů ohledně obsahů a individuálních názorů),
- tvorba konzumentské základny (velká provázanost s předchozím; význam této základny tkví v imaginárním hovoru mezi příjemcem a autorem o obsahu určitého mediálního obsahu, tento dialog dnes nemusí být pouze imaginární),
- založení uměleckého světa (fanouškovské práce beletristické i kritické statě; audiovizuální i audiální počiny),
- alternativní sociální komunita (jistý typ subversivního světa vymykajícího se běžnému světu, svět sám pro sebe nezávislý na genderových, věkových či rasových determinantech).

Janet Staiger připojila ještě průnik fanouškovství do každodennosti (sběratelství, pojmenovávání potomků po oblíbených postavách atp.).  
Fanouškovská studia vychází z premisy aktivního příjmu mediálních sdělení, fanoušky vnímá jako aktivní a investované publikum, které díky technologickému vývoji dnes nestojí v opozici mocným producentům těchto sdělení, ale mnohdy jim po boku. V současnosti jsme tak svědky stupňujícího se rozmlžování hranic mezi publikem a tvůrci.  

## Fanouškovská fikce / fanouškovské umění
Jedním z nejviditelnějších prvků fanouškovské identity je originální fanouškovská tvorby. Fan/ouškovská fikce je soubor beletrie, poezie, písní, videí a dalších mediálních forem, které rekonceptualizují původní postavy a časoprostory filmů, seriálů, knih či hudebních skupin, čímž vytváří novou perspektivu, originální narativní cesty, a to vše na základech vystavěných autory původních děl. Existuje velké množství druhů fanouškovské fikce, jejichž dělení/typizování lze založit na kritériích žánrových, dobových, ale také „párovacích“. Typizace fanouškovské fikce podle způsobu párování dvou hlavních postav narativu patří mezi ty nejčastější. Běžně se hovoří o těchto druzích: gen (obecné vykreslení vztahů), het (heterosexuální vykreslení vztahů), slash (homosexuální párování dvou mužů) a femslash (lesbické párování dvou žen). Díky stále většímu počtu zobrazovaných neheterosexuálních postav vznikají rovněž fanouškovské práce rozvíjející již existující neheterosexuální párování, pro takové práce užíváme pojmu kanonická slash/femslash.
Nelze opomenout fakt, že femslash, ale i slash, práce jsou úzce navázány na koncept tzv. queer čtení, „označení pružného prostoru pro vyjádření všech aspektů ne(anti-, kontra-)heterosexuální kulturní produkce a recepce.“. Fem/slash lze ve výsledku chápat jako zastřešujícího diskurs, v jehož rámci existují fanouškovské fikční i kriticko-akademické práce, jejichž pojítkem je právě lesbické (pře)ladění vztahu (většinou) dvou postav. 